# Serge Bacou
Serge Bacou   (Tolosa, 20 de juliol de 1947) és un expilot de motocròs i raids occità de renom internacional. Després d'una llarga etapa com a pilot oficial de Bultaco, en què dominà l'escena del motocròs a França (durant la dècada de 1970 en guanyà el Campionat estatal 7 vegades), decidí dedicar-se a les curses pel desert i especialment al Ral·li Dakar, prova que l'havia atret des de sempre. Fou en aquesta segona etapa on obtingué els seus principals èxits internacionals, arribant a ser un dels màxims aspirants a la victòria al Dakar durant diverses edicions (el 1985, per exemple, n'era líder destacat quan es va veure obligat a abandonar a causa d'un error de navegació).
Bacou és conegut al món del motociclisme com a Le grand Serge, en part a causa de la seva vasta experiència però sobretot per la seva alçada (metre vuitanta-tres) i el seu gran nas.

## Trajectòria esportiva
Serge Bacou va córrer la seva primera cursa de motocròs el 23 de maig de 1963, iniciant una llarga trajectòria en aquest esport que li donà set títols de campió de França entre 1971 i 1977 (sis en 500 cc i un en 250 cc), tots ells amb Bultaco. El 1977 esdevingué propietari d'una concessionària de Yamaha a Tours i el 1978 fitxà per l'equip oficial de la marca a França, "Sonauto Yamaha", acabant la temporada en quarta posició final al campionat estatal de 500cc.
A finals de 1979 es va retirar de la competició en motocròs per a poder dedicar-se plenament a la seva botiga. Seguí, però, participant esporàdicament en competicions de tota mena amb l'equip Sonauto: el 1980 guanyà l'Enduro de Le Touquet (davant dels seus companys d'equip Rudy Potiseck i Michel Merel) i l'any següent, 1981, participà en el Supermotard del circuit de Carole, a Tremblay-en-France. Aquell mateix any, el director de l'equip Jean-Claude Olivier el va convidar a competir al París-Dakar amb una Yamaha i Bacou acceptà, començant així la seva carrera com a pilot de raids.
El seu primer Dakar el corregué amb una XT 500, com a company d'equip de Tcherniavski i Jean-Noël Pineau. En guanyà tres etapes, però es va quedar sense combustible i va perdre tres hores, prou perquè Hubert Auriol guanyés la prova amb la seva BMW Twin. El 1983 guanyà el segon ral·li de l'Atles amb un XTZ 600 i participà també al Dakar aconseguint-hi algunes victòries d'etapa.
Després d'un parell de victòries destacades (el 1984 tornà a guanyar a l'Atles, i el 1986 ho feu al ral·li d'Algèria), el 1987 tornà al Dakar amb el mateix Jean-Claude Olivier de company d'equip, tot pilotant una inèdita FZ (YZE 920) de 911 cc (més lleugera i amb una distribució de pesos diferent), acabant aquella difícil edició de la prova en setena posició final, just davant de Charbonnier i el seu prototipus de XT680 Ténéré.
Bacou seguí competint al desert encara uns quants anys més abans de retirar-se definitivament.

## Palmarès

### Motocròs
| Any          | Motocicleta  | Mundial 500cc | C. de França | C. de França |
| Any          | Motocicleta  | Mundial 500cc | 500cc        | 250cc        |
| ------------ | ------------ | ------------- | ------------ | ------------ |
| 1969         | Bultaco      | 35è           |              |              |
| 1970         | Bultaco      | -             |              |              |
| 1971         | Bultaco      | -             | 1r           | 1r           |
| 1972         | Bultaco      | 25è           | 1r           |              |
| 1973         | Bultaco      | 32è           | 1r           |              |
| 1974         | Bultaco      | -             | 1r           |              |
| 1975         | Bultaco      | -             |              |              |
| 1976         | Bultaco      | -             | 1r           |              |
| 1977         | Bultaco      | -             | 1r           |              |
| 1978         | Yamaha       | -             | 4t           |              |
| Total títols | Total títols | 0             | 6            | 1            |

### Ral·li Dakar
Al llarg de la seva carrera, Bacou aconseguí un total de 14 victòries d'etapa al Ral·li Dakar.
| Any   | Motocicleta | Posició  | Etapes |
| ----- | ----------- | -------- | ------ |
| 1981  | Yamaha      | 2n       | 3      |
| 1982  | Yamaha      | - Ret. - | 1      |
| 1983  | Yamaha      | 5è       | 2      |
| 1984  | Yamaha      | 9è       | 5      |
| 1985  | Yamaha      | - Ret. - | -      |
| 1986  | Yamaha      | - Ret. - | -      |
| 1987  | Yamaha      | 7è       | 1      |
| 1988  | Cagiva      | 10è      | 2      |
| 1989  | Ecureuil    | 10è      | -      |
| Total | Total       | 0        | 14     |

### Altres fites
- Guanyador de l'Enduro de Le Touquet (1980)[4]
- Guanyador del Ral·li de l'Atles (1983, 1984)
- Guanyador de la Baja España-Aragón (1984)
- Guanyador del Ral·li d'Algèria (1986)